# Tal-El
Tal-El (hebr. טל אל; ang. Tal-El; pol. Boża Rosa) – wieś komunalna położona w Samorządzie Regionu Misgaw, w Dystrykcie Północnym, w Izraelu.

## Położenie
Tal-El jest położona na wysokości 124 metrów n.p.m. na południowo-zachodnim krańcu Górnej Galilei. Leży na wzgórzu będącym wydłużeniem w kierunku zachodnim zboczy pasma górskiego Matlul Curim. Okoliczny teren opada w kierunku zachodnim do wzgórz Zachodniej Galilei i dalej na równinę przybrzeżną Izraela. Na północnym zachodzie są położone źródła strumienia Jicchar. Wzgórza położone na południu porasta kompleks leśny Achihud. W otoczeniu Tal-El znajdują się miejscowości Dżudajda-Makr, Kafr Jasif, Julis, Jirka, Madżd al-Krum i Sza’ab, kibuce Jasur, Kiszor, Pelech i Tuwal, moszaw Achihud, oraz wieś komunalna Gilon. Na wschód od osady znajduje się baza wojskowa Jirka (prawdopodobnie są to magazyny amunicji).

### Podział administracyjny
Tal-El jest położona w Samorządzie Regionu Misgaw, w Poddystrykcie Akka, w Dystrykcie Północnym Izraela.

## Demografia
Stałymi mieszkańcami wsi są wyłącznie Żydzi. Tutejsza populacja jest świecka:

Źródło danych: Central Bureau of Statistics.

## Historia
Wieś powstała w 1980 roku w ramach rządowego projektu Perspektywy Galilei, którego celem było wzmocnienie pozycji demograficznej społeczności żydowskiej na północy kraju. Założycielami była grupa 12 rodzin imigrantów z krajów byłego ZSRR. Początkowo był to typowy rolniczy moszaw. Pod koniec lat 90. XX wieku osada znalazła się w głębokim kryzysie ekonomicznym, który wymusił na mieszkańcach przeprowadzenie reform. W międzyczasie zdecydowano się na odejście od działalności rolniczej, i przekształcono moszaw w wieś komunalną. Istnieją plany rozbudowy wsi.

## Edukacja
Wieś utrzymuje przedszkole. Starsze dzieci są dowożone do szkoły podstawowej w wiosce Gilon.

## Kultura i sport
W wiosce jest ośrodek kultury z biblioteką. Z obiektów sportowych są basen pływacki, boisko do piłki nożnej i koszykówki, korty tenisowe oraz siłownia.

## Infrastruktura
W wiosce jest przychodnia zdrowia, synagoga, sklep wielobranżowy oraz warsztat mechaniczny.

## Gospodarka
Lokalna gospodarka opiera się na działalności usługowej. Część mieszkańców dojeżdża do pracy w pobliskich strefach przemysłowych.

## Transport
Z wsi wyjeżdża się na zachód na drogę nr 70 pomiędzy miejscowościami Dżudajda-Makr a Julis.